# Abuta panamensis
Abuta panamensis är en tvåhjärtbladig växtart som först beskrevs av Standley, och fick sitt nu gällande namn av Krukoff och Barneby. Abuta panamensis ingår i släktet Abuta och familjen Menispermaceae. Inga underarter finns listade i Catalogue of Life.